# Patrick Bron
Pour les articles homonymes, voir Bron (homonymie).
Patrick Bron, né le 22 juin 1953 à Lausanne, est un musicien, compositeur, chef de chœur et enseignant vaudois.

## Biographie
Après l'obtention d'un brevet pour l'enseignement de la musique dans les écoles secondaires du canton de Vaud, il obtient une virtuosité de piano au Conservatoire de Fribourg dans la classe de Céline Volet. Également titulaire d'un diplôme supérieur de direction d'orchestre dans la classe d'Hervé Klopfenstein au Conservatoire de Lausanne, il poursuit sa formation en étudiant la composition et l'orchestration auprès de Jean Balissat.
Alors qu'il travaille comme maître de musique au Collège secondaire de Vevey, Patrick Bron déploie ses activités en tant que chef de chœur. Il compose ainsi pour de nombreuses formations : chorales, harmonies, musique de chambre, percussion, musique de scène et oratorio. Son catalogue rassemble plus de cent opus, avec une prédilection pour la musique symphonique. Mais outre des compositions comme Obsession I, enregistré par l'Orchestre symphonique et universitaire de Lausanne dirigé par Hervé Klopfenstein en 1996, Bron fait partie des compositeurs romands qui saisissent avec une réelle perspicacité le problème des compositions destinées au grand public et aux ensembles non professionnels. En 1998, il compose la musique de la très populaire Fête du Blé et du Pain d'Échallens sur un texte d'Émile Gardaz.
Patrick Bron est président de la commission de musique de la Société cantonale des chanteurs vaudois. Il réside actuellement à Montreux. Un fonds Patrick Bron est créé à la Bibliothèque cantonale et universitaire - Lausanne en 1997.

## Sources
- « Patrick Bron », sur la base de données des personnalités vaudoises sur la plateforme « Patrinum » de la Bibliothèque cantonale et universitaire de Lausanne.
- Compositeurs suisses d'œuvres chorales, Zurich, Hug & Co. Musikverlag, 1999, p. 48